# السرارية
قرية السرارية هي إحدى القرى التابعة لمركز سمالوط بمحافظة المنيا في جمهورية مصر العربية. حسب إحصاءات سنة 2006، بلغ إجمالي السكان في السرارية 9623 نسمة، منهم 4992 رجلا و4631 امرأة.